# Paolo Barison
Paolo Barison (ur. 23 czerwca 1936 w Vittorio Veneto, zm. 17 kwietnia 1979 w Andorze) – włoski piłkarz występujący na pozycji pomocnika lub napastnika, reprezentant Włoch w latach 1958–1966, trener piłkarski.

## Kariera piłkarska
W latach 1953–1972 piłkarz włoskich klubów. Grał w zespołach: US Vittorio Veneto, AC Venezia, Genoa CFC, A.C. Milan, UC Sampdoria, AS Roma, SSC Napoli, AC Ternana i SC Bellaria Igea Marina. W 1972 roku występował w kanadyjskim Toronto Metros. W sezonie 1973/74 był graczem Levante Genova (Serie D). W latach 1958–1966 rozegrał 9 spotkań w reprezentacji Włoch, w których strzelił sześć bramek. Wystąpił na Mistrzostwach Świata 1966.

## Kariera trenerska
Po zakończeniu kariery zawodniczej zajął się pracą szkoleniową. W 1976 roku był trenerem A.C. Milan, który poprowadził w 5 oficjalnych meczach. W sezonie 1977/78 prowadził Pro Patria et Libertate SC.

## Okoliczności śmierci
17 kwietnia 1979 zginął w wypadku samochodowym na Autostradzie Kwiatów, gdy jadąca z naprzeciwka ciężarówka przebiła barierki i uderzyła w jego auto. W samochodzie znajdowali się również prawnik Enrico Elia, który zginął na miejscu oraz trener piłkarski Luigi Radice, który doznał poważnych obrażeń. Barison został pochowany na cmentarzu Parco di Torino w Turynie.

## Sukcesy
AC Milan
- mistrzostwo Włoch: 1961/62
- Puchar Mistrzów: 1962/63